# Geórgios Ral·lis
Geórgios Ioannis Ral·lis (en grec: Γεώργιος Ιωάννης Ράλλης) (Atenes, 26 de desembre de 1918 - Corfú, 15 de març de 2006). Procedent d'una antiga família de polítics grecs, el seu pare era Ioannis Ral·lis, i el seu avi matern Geórgios Theotokis. Va estudiar dret i ciència política en Atenes abans de combatre la Itàlia feixista el 1940.
Va ocupar diversos llocs de ministre. Després de la instauració de la democràcia el 1974, va ser Ministre d'Educació, va reformar la llei educativa i la llengua grega. El 1978, va ser Ministre d'Afers Exteriors, va ser el primer de visitar la Unió Soviètica. Va negociar la inclusió de Grècia a la Comunitat Econòmica Europea. Va ser Primer Ministre des de 1980 fins a 1981, quan el seu partit va perdre les eleccions. Durant el seu any al poder, Grècia va entrar a formar part de l'OTAN.
Malgrat el seu orígens patricis, la seva modèstia i la seva simplicitat el van fer molt popular entre els grecs. Va morir el 15 de març d'una insuficiència cardíaca.